# Hronsek
Hronsek (allemand : Granseck) , est un village de Slovaquie situé dans la région de Banská Bystrica.

## Histoire
Première mention écrite du village en 1500.

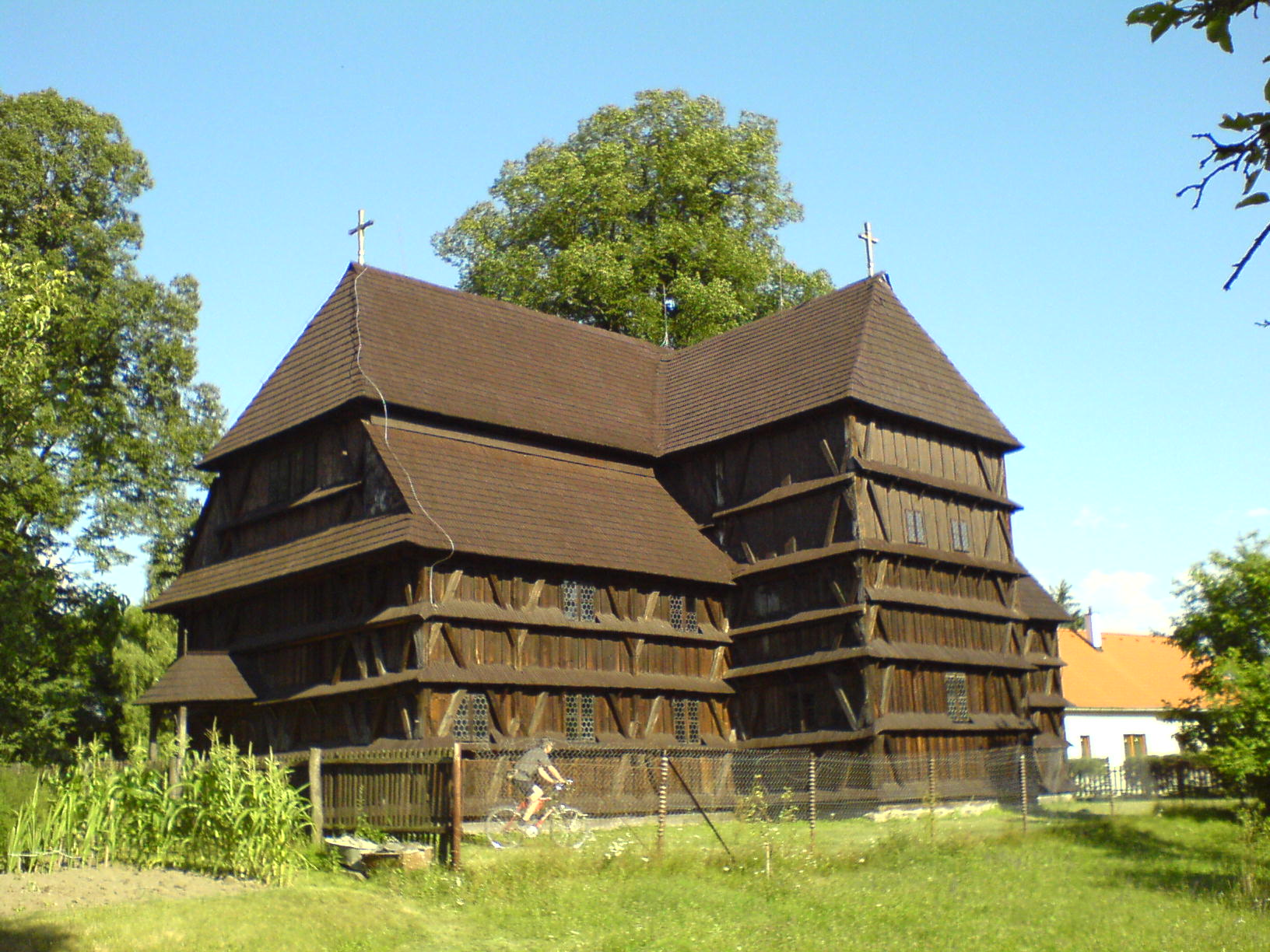
L’église articulaire en bois de Hronsek, datant de 1726

## Démographie

### Évolution de la population
| Année:               | 1994. | 2004.    | 2014.   | 2024.   |
| -------------------- | ----- | -------- | ------- | ------- |
| Nombre de personnes: | 532   | 606      | 661     | 662     |
| Différence:          |       | +13,90 % | +9,07 % | +0,15 % |

| Année:               | 2023. | 2024.   |
| -------------------- | ----- | ------- |
| Nombre de personnes: | 655   | 662     |
| Différence:          |       | +1,06 % |